# Mas de la Sala (Cadaqués)
|  | Per a altres significats, vegeu «Mas de la Sala (el Pla del Penedès)». |

Mas de la Sala és una masia al sud del nucli urbà de la població de Cadaqués (l'Alt Empordà). S'hi arriba per la pista que porta de Cadaqués a la cala Jòncols, en el terme de Roses. Després de passar per davant del mas d'en Baltre, a mà esquerra, s'agafa el camí del puig de sa Planassa, a través del qual s'accedeix al mas.

## Arquitectura
Mas format per un sol cos de planta rectangular, amb la coberta a dues vessants de teula, que consta de planta baixa i pis. Presenta un sobrealçat a la part sud-oest de la teulada. Davant la façana principal, orientada de cara a mar, hi ha un petit cos adossat format per una escala d'accés al primer pis i, a la planta baixa, un porxo d'accés a la porta principal. Totes les finestres són d'obertura rectangular, algunes emmarcades amb carreus ben desbastats i llindes monolítiques de pissarra de la zona. A la part posterior de l'edifici hi ha una gran terrassa pavimentada coberta amb un embigat de fusta, sostingut per tres pilastres quadrades amb capitell motllurat. Des d'aquest espai, una porta coronada amb una cornisa a dues vessants de teula dona accés al passadís que voreja la façana oest de l'edifici, també pavimentat, malgrat tractar-se d'un antic camí amb el dret de pas lliure.
La façana nord presenta un forn de pedra per coure pa, amb coberta plana de lloses de pissarra, situat a la planta superior i, al seu costat, un gran cos de planta circular, amb coberta de teula àrab, de funcionalitat desconeguda.
Tot l'edifici es troba arrebossat i pintat d'un color groguenc. Només presenta la pedra vista a les cantonades de l'edifici i a algunes llindes de les finestres.
A l'oest de l'edifici principal hi ha les restes de les antigues quadres i pallisses, actualment força enrunades. A pocs metres a l'est de l'edifici, dins la feixa que delimita una de les terrasses en les que es divideix la zona, hi ha una font de planta semicircular, excavada a la roca i bastida amb la tècnica de la pedra seca. A poca distància d'aquesta hi ha un safareig de planta semicircular, bastit amb pedra lligada amb morter de calç, situat a la següent terrassa. Més cap a l'est hi ha una era pavimentada amb la mateixa roca de la zona i amb alguns trams enllosats amb la mateixa pissarra. Al costat de l'era, un edifici de planta rectangular, amb coberta a una vessant, faria les funcions de pallissa.